# Il club delle cuoche
Il club delle cuoche  è un programma televisivo italiano di cucina, in onda dal 2005 su Alice.ricetta e condotto da Luisanna Messeri.

## La trasmissione
La trasmissione è in stile food-comedy. In essa Luisanna Messeri (che è anche autrice del programma insieme a Giampaolo Trombetti) prepara ricette molto semplici e con l'aiuto delle sue amiche. La trasmissione è girata nella sua casa, in Toscana, situata in aperta campagna.